# Comune di Syddjurs
Il comune di Syddjurs (in danese Syddjurs Kommune) è un comune danese situato nella regione dello Jutland Centrale (Midtjylland). Capoluogo è la cittadina di Rønde. 
Il comune è stato costituito in seguito alla riforma amministrativa del 1º gennaio 2007 accorpando i precedenti comuni di Ebeltoft, Midtdjurs, Rosenholm e Rønde.
All'interno del comune, in località Tirstrup, si trova l'aeroporto di Aarhus.

## Centri abitati
I centri abitati principali del comune sono:
- Ebeltoft (7 211)
- Hornslet (6 411)
- Rønde (3 310)
- Ryomgård (2 729)